# Claudius Gros
Claudius Gros (* 18. Februar 1961 in Mainz) ist ein deutscher Physiker.

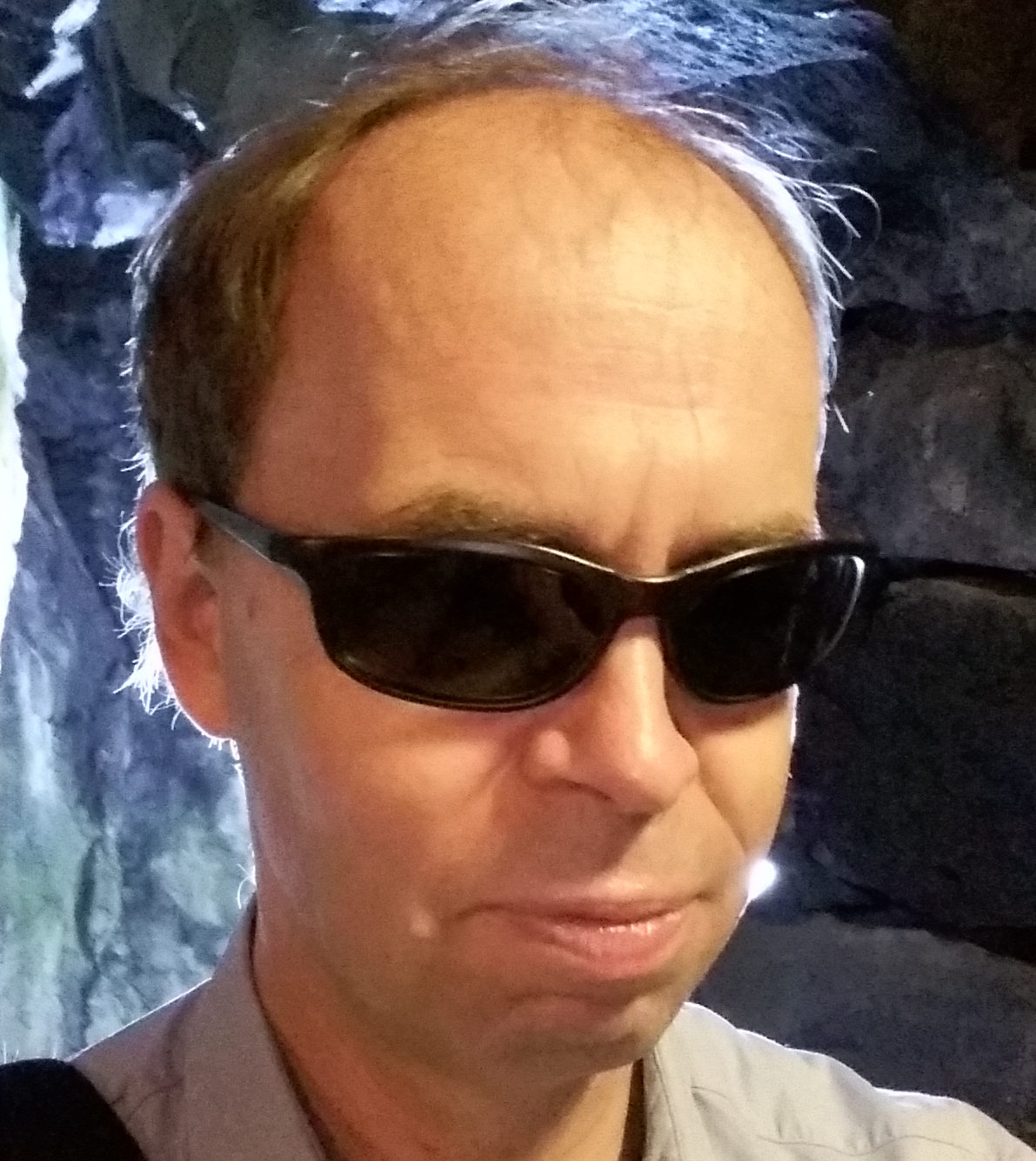
Claudius Gros (2016)

## Leben
Nach dem Studienabschluss 1985 an der ETH Zürich mit einer Arbeit über Schwere Fermionen promovierte er auf dem Gebiet der theoretischen Festkörperphysik mit einer Arbeit zu den Hochtemperatursupraleiter. Mit Hilfe projizierter Wellenfunktionen, einer Klasse von Martin Gutzwiller Wellenfunktionen, wurde dabei d-Wellen Supraleitung für die Hochtemperatursupraleiter gefunden. Sein Doktorvater war T. Maurice Rice.
Es folgten zwei Jahre Aufenthalt an der Indiana University, wo er mit Steven M. Girvin und Allan H. MacDonald, zusammenarbeitete.
Nach einem Aufenthalt an der Universität Dortmund wurde Gros 1999 auf eine Professur für Theoretische Physik an die Universität des Saarlandes berufen und ist seit 2005 als Professor für Theoretische Physik an der Universität Frankfurt tätig, wo er seitdem in der Forschung komplexe Systeme und komplexe adaptive Systeme untersucht. Zu diesem Thema hat er auch ein Lehrbuch verfasst. Ende 2016 hat er zudem den Fantasy Roman Mageia, das Buch der Farben veröffentlicht.
Claudius Gros ist mit der Physikerin Roser Valentí verheiratet. Aus der Ehe gingen drei Kinder hervor.

## Genesis Projekt
2016 hat Gros eine Studie durchgeführt, in welcher er die Machbarkeit einer interstellaren Sonde untersucht hat, die Ökosphären aus Einzellern auf bewohnbaren, ansonsten aber unbewohnten Exoplaneten etablieren würde. Exoplaneten, welche nur zeitweise bewohnbar sind und daher nicht genügend Zeit für die eigenständige Evolution komplexer Lebensformen haben, könnten mit Hilfe von Genesis-Sonden die ersten drei bis vier Milliarden Jahre überspringen, welche auf der Erde notwendig waren, eine präkambrische Ökosphäre aus hochentwickelten Einzellern hervorzubringen.
Nach Gros hätte die Genesis Mission keinen konkreten Nutzen für die Menschheit. Die Missionsdauer könnte daher lang sein. Der Start könnte analog zum Starshot Projekt mit Hilfe von Laser-gestützten Antriebssystemen durchgeführt werden. Abgebremst würde ebenfalls passiv, mit der Hilfe von magnetischen Segeln. An Bord der Sonde befände sich ein Gen-Labor für die in-situ Synthetisierung von Einzellern.